# Klara (Śluby panieńskie)
Klara – bohaterka Ślubów panieńskich, komedii Aleksandra Fredry.
Jest to typ młodej, pewnej siebie i znającej swoją wartość dziewczyny, energicznej, błyskotliwej i inteligentnej. Stanowi swego rodzaju zalążek typu emancypantki. To zdeklarowana przeciwniczka małżeństwa. Namawia swoją przyjaciółkę i kuzynkę Anielę do tego, by obie złożyły śluby panieńskie, czyli przysięgły, że nigdy nie wyjdą za mąż. Dumnie odrzuca zaloty beznadziejnie zakochanego w niej Albina.
Kiedy Albin i Gustaw knują intrygę przeciwko Klarze i Anieli, by zmusić je do złamania przyrzeczenia, wychodzi na jaw, że tak naprawdę Klara dostrzega u Albina wiele zalet i z chęcią zostanie jego żoną. Skłaniają ją do tego podstępne kłamstwa, że ma zostać wydana za mąż za starego Radosta, a Albin kocha już inną kobietę.
Znane odtwórczynie roli Klary w spektaklach teatralnych: Karolina Adamczyk, Kamilla Baar, Grażyna Barszczewska, Magdalena Cielecka, Anna Ciepielewska, Teresa Dzielska, Barbara Fijewska, Zuzanna Helska, Dorota Kolak, Renata Kossobudzka, Barbara Krafftówna, Ewa Lassek, Barbara Ludwiżanka, Katarzyna Łaniewska, Jadwiga Okońska, Ewelina Serafin, Elżbieta Starostecka, Beata Ścibakówna, Ewa Wencel, Ewa Żukowska.
W adaptacji filmowej Filipa Bajona z 2010 roku, rolę Klary zagrała Marta Żmuda Trzebiatowska.